# ناتالیا ایوانووا (کشتی‌گیر)
ناتالیا ایوانووا (روسی: Наталья Иванова؛ زادهٔ ۱۱ مهٔ ۱۹۶۹) کشتی‌گیر اهل روسیه است.